# 양성자-양성자 연쇄 반응

태양에서의 양성자-양성자 연쇄 반응

양성자-양성자 연쇄 반응(proton–proton chain reaction)은 항성이 수소를 헬륨으로 바꾸는 두 가지의 핵융합 반응 가운데 하나이다. 다른 하나는 CNO 순환이다. 양성자-양성자 연쇄 반응은 태양 혹은 그 이하 크기의 항성에서 더욱 중요하다.
어떠한 천체를 항성으로 정의하기 위한 최소 조건으로, 질량이 부족하여 이 반응을 할 수 없는 천체인 갈색왜성이나 준갈색왜성이 항성이 아닌 준항성 천체로 분류되는 이유이다.
두 수소 원자핵 사이의 전자기 척력을 극복하려면 많은 에너지가 필요하며, 항성에서 이 과정이 완전히 끝나려면 대개 1010(100억)년 정도가 걸린다. 반응이 느리기 때문에, 태양은 여전히 타오르고 있다. 만약 빨랐다면, 태양은 오래전에 수소를 소진했을 것이다.
일반적으로 양성자-양성자 핵융합은 양성자의 온도(즉 평균 운동 에너지)가 충분히 높아서 쿨롱 힘을 극복 가능할 때에만 발생할 수 있다. 양성자-양성자 연쇄 반응이 태양을 비롯한 다른 항성의 기본 원리라는 사실을 1920년대 아서 에딩턴이 처음으로 제안하였다. 당시 태양의 온도는 쿨롱 장벽을 넘기에는 너무 낮다고 여겨졌다. 양자역학의 발전과 함께, 양성자가 양자 터널링을 통해서 고전물리학에서 계산하였던 온도보다도 낮은 온도에서 핵융합을 할 수 있음을 발견하였다.

## 양성자-양성자 연쇄 반응
반응의 첫 번째 과정은 두 개의 수소 원자핵(1H(양성자))이 중수소(2H)로 융합하며, 하나의 양성자가 중성자로 변하는 과정에서 양전자와 중성미자를 방출하는 다음 과정이다.
1H + 1H → 2H + e+ + νe
이 과정에서 발생한 중성미자는 최대 0.42 MeV의 에너지를 지닌다.
이 첫 번째 과정은 하나의 양성자를 중성자로 바꾸는 과정에서 약한 상호작용에 의존하므로 매우 느리게 일어난다. 사실 이 과정에서 중수소가 융합되려면 평균 109(10억)년을 기다려야 한다.
양전자는 수소의 전자와 쌍소멸하며, 질량 에너지는 두 개의 감마선 광자로 방출된다. 이 과정은 다음과 같이 나타낼 수 있다.
e+ + e− → 2γ + 1.02 MeV
그 후 첫 번째 과정에서 생겨난 중수소는 다른 수소와 융합하여, 헬륨의 가벼운 동위원소 헬륨-3(3He)을 형성한다.
2H + 1H → 3He + γ + 5.49 MeV
이후, 헬륨 동위원소인 헬륨-4(4He)로 융합되는 세 경우의 갈래길이 존재한다. 양성자-양성자 I(PP I) 갈래에서는 헬륨-4는 두 개의 헬륨-3으로부터 융합된다. 다른 두 경우인 양성자-양성자 II(PP II) 및 III(PP III)에서는 PP I에서 생성된 헬륨-4가 필요하며, 모두 베릴륨-7을 형성하지만, 다른 갈래를 사용한다. 태양에서는 PP I이 91%의 확률로, PP II는 9%, PP III는 0.1%의 갈래비를 가진다.

### PP I
3He +3He → 4He + 1H + 1H + 12.86 MeV
PP I 갈래는 26.7 MeV의 순에너지를 방출한다. PP I 갈래는 10에서 14 메가켈빈의 온도에서 지배적이다. 10 메가켈빈 이하에서는, 양성자-양성자 연쇄 반응은 많은 헬륨-4를 형성하지는 않는다. 

### PP II
3He + 4He → 7Be + γ
7Be + e− →7Li + νe
7Li + 1H → 4He + 4He
PP II 갈래는 14에서 23 메가켈빈 정도의 온도에서 주를 이룬다.
7Be + e− →7 Li + νe에서 형성된 90%의 중성미자는 0.861 MeV의 에너지를 지니며, 나머지 10%는 0.383 MeV의 에너지를 지닌다. 이는 리튬-7이 들뜬 상태인지, 바닥 상태인지에 따른다.

### PP III
3He + 4He → 7Be + γ
7Be + 1H → 8B + γ
8B→ 8Be + e+ + νe
8Be↔ 4He + 4He
PP III은 23 메가켈빈 이상의 온도에서 지배적인 갈래이다.
PP III은 중심부의 온도가 그렇게까지 높지 않은 태양 내부에서는 주요한 에너지원이 아니다. 하지만 태양 중성미자 문제에게는 중요한 이유 중 하나인데, 이는 PP III 과정에서 최대 14.06 MeV의 에너지를 지니는 고에너지 중성미자가 발생하기 때문이다.

### PP IV 또는 HeP
이 네 번째의 갈래에서는 헬륨-3가 직접 양성자와 반응하여 헬륨-4를 형성한다. HeP란 헬륨-양성자 반응을 나타낸다.
3He + 1H → 4He + νe + e+

### 에너지 방출
최후에 생산 된 헬륨-4 원자와 4개의 양성자의 질량을 비교하면 0.007배 즉 0.7%의 원래 양성자의 에너지를 손실했음을 알 수 있다. 이 질량만큼 에너지가 감마선 혹은 중성미자 형태로 반응 중에 방출된 것이다.
감마선 형태로 발산된 에너지만이 전자 및 양성자와 상호작용을 하며, 태양의 내부를 가열한다. 이 가열 과정은 태양을 자체 질량으로 인해 붕괴하지 않도록 지켜준다.
중성미자는 물질과 반응하지 않으며, 태양이 중력으로 붕괴하지 않도록 하는 데 도움을 주지 않는다.

## PEP 반응
양성자-전자-양성자(Proton-Electron-Proton, PEP) 반응은 매우 희귀한 반응인데, 양성자-양성자 반응 대신 발생하기도 한다.
1H + e− + 1H → 2H + νe
태양에서는 PEP 반응의 빈도는 PP 반응과 비교해서 400분의 1밖에 되지 않는다. 하지만 이 과정에서 발생하는 중성미자는 훨씬 에너지가 높다. PP의 첫 번째 과정에서 발생하는 중성미자의 에너지가 최대 0.42 MeV인 것에 비해, PEP 과정에서 발생하는 중성미자는 1.44 MeV에 이른다.

## 같이 보기
- 삼중 알파 과정
- CNO 순환

## 참조
1. ↑  한국천문학회 편, 《천문학용어집》 266쪽 우단 13째줄